# Johnny Munro
John „Johnny“ Munro (* 14. April 1893 in Tarbat; † 8. Mai 1917 an der Westfront) war ein schottischer Fußballspieler.

## Karriere
Munro spielte im Junior Football von Invergordon im Norden Schottlands und gehörte dort zu den herausragenden Spielern. Nachdem er nach Aberdeen gekommen war, fand er dort zunächst mit East End einen Klub aus dem Lokalfußball. Bald darauf wurde auch der Trainer des örtlichen Profiklubs FC Aberdeen, Jimmy Philip, auf Munro aufmerksam und nach guten Leistungen für East End im Scottish Junior Cup wurde Munro im Mai 1913 vom FC Aberdeen verpflichtet.
Munro kam in der Folge regelmäßig im Reserveteam zum Einsatz und lief nur vereinzelt in Benefizspielen für die erste Mannschaft auf. Nach einer Verletzung des etatmäßigen linken Verteidigers Jock Hume Anfang 1915 rückte Munro in die Mannschaft und gab seinen Platz bis Saisonende nicht mehr ab. In seinen insgesamt 13 Saisoneinsätzen bildete er stets mit Donald Colman das Verteidigerpaar. In einem biografischen Zeitungsartikel am Saisonende wurde Munros Aufstieg als „Besonderheit der Saison“ herausgehoben und der Verteidiger folgendermaßen charakterisiert: „Er hat einen guten Körperbau, Größe und Geschwindigkeit und zwei Eigenschaften die für einen Fußballer unbezahlbar sind: Schneid und Enthusiasmus.“ Sein letztes Pflichtspiel absolvierte Munro zum Auftakt der Saison 1915/16 bei einer 0:5-Niederlage gegen den FC Kilmarnock, bei dem er sich bereits früh im Spiel am linken Knie verletzte und vom Platz musste und mehrere Monate ausfiel.
Munro diente im Ersten Weltkrieg als Kanonier in der Royal Field Artillery. Im Dezember 1915 spielte er für eine Fußballauswahl der Royal Field Artillery, in der unter anderem auch der Tottenham-Torhüter Arthur King stand, gegen Banks O’ Dee. Er fiel bei Kampfhandlungen im Mai 1917 an der Westfront und wurde auf dem britischen Soldatenfriedhof in Anzin-Saint-Aubin beigesetzt.